# Amazonbarbett
Amazonbarbett (Capito brunneipectus) är en fågel i familjen amerikanska barbetter inom ordningen hackspettartade fåglar.

## Utbredning och systematik
Fågeln förekommer i Brasilien söder om Amazonfloden, mellan lägre Río Madeira och Rio Tapajós. Den behandlas som monotypisk, det vill säga att den inte delas in i några underarter.

## Status
IUCN kategoriserar arten som livskraftig.